# Herbert F. Johnson Museum of Art
Herbert F. Johnson Museum of Art je muzeum umění, nacházející se v severozápadní části parku Arts Quad (součást kampusu Cornellovy univerzity) v newyorském městě Ithaca. Muzeum bylo otevřeno v roce 1973 a svůj název dostalo podle svého hlavního patrona Herberta Fiska Johnsona. Architektem budovy je I. M. Pei. Ten za budovu v roce 1975 získal čestnou cenu od Amerického institutu architektů. Ve stálé expozici muzea se nachází více než 35 000 exponátů. Jsou zde jak malířská díla (Francisco Goya, Edgar Degas, Henri de Toulouse-Lautrec), tak i tisky, kresby a fotografie (Berenice Abbottová, Robert Frank, Garry Winogrand).